# HD 108651
HD 108651，又名BD+26 2353，SAO 82328、HR 4751，是一颗恒星，视星等为6.65，位于銀經225.26，銀緯84.78，其B1900.0坐标为赤經12h 23m 44.8s，赤緯+26° 84.78′ 11″。